# پیشینه کازرون

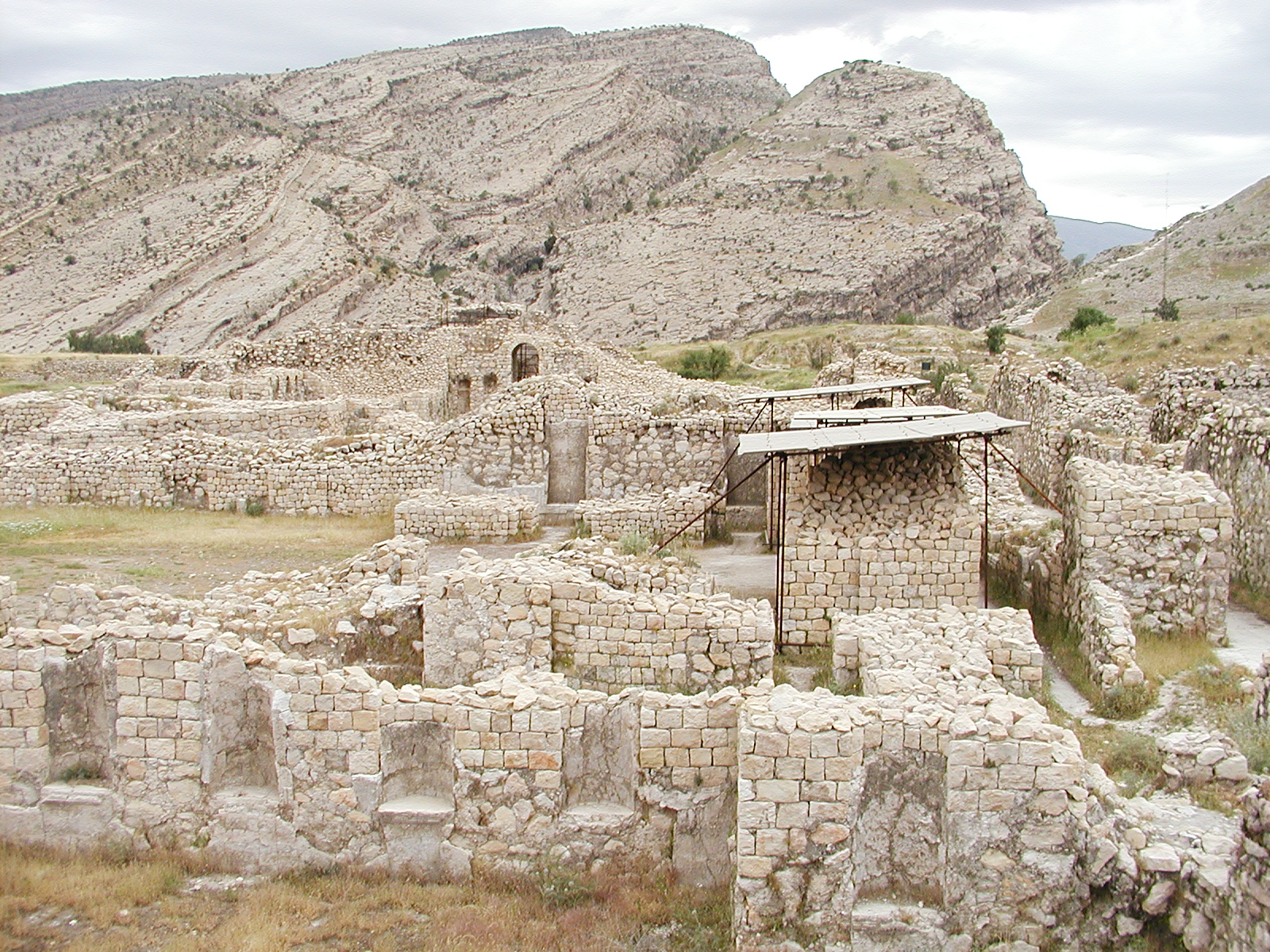
شهر باستانی بیشاپور در نزدیکی کازرون

کازرون شهری است که در سدهٔ چهارم و پنجم هجری از ادغام ۳ روستا به نام‌های «نورد» (محله کوزه‌گران فعلی)، «راهبان» (منطقه دامنه شمالی کازرون) و نیز «دریست» بنیان نهاده شده‌است. پیش از این تاریخ بلدالعتیق (شهر کهنه) که جایگاه آن در شرق کازرون امروزی و در نزدیکی دریاچه پریشان قرار داشته منطقه تمرکز جمعیت بوده‌است.

## پیدایش
در اواخر سده چهارم هجری جابه جایی جمعیت از شهر کهنه در نزدیکی دریاچه پریشان که در عربی به بلدالعتیق شناخته می‌شد به سمت شهر کازرون امروزی آغاز می‌شود. کازرون موجود پیش از تبدیل شدن به شهر کازرون امروزی، متشکل از سه روستا به نام‌های نورد (محله کوزه‌گران فعلی)، راهبان (منطقه دامنه شمالی کازرون) و نیز دریست بود و پیش از این تاریخ به صراحت آثاری همچون «فردوس‌المرشدیه» شهر کازرون به صورت امروزی وجود نداشت و صرفاً روستایی از توابع بلدالعتیق بوده‌است. پررنگ شدن فعالیت‌های گسترده شیخ ابواسحاق کازرونی برای گسترش اسلام و ارشاد مردم در منطقه کازرون و ویرانی شهر بیشاپور در اواخر سده پنجم به دست ابوسعید شبانکاره‌ای از دلایل مهم جابه‌جایی جمعیت و رونق کازرون در آن دوران بودند. انتقال از شهر کهنه به کازرون امروزی در یک دوره چندصدساله صورت می‌گیرد. به همین دلیل در منابع تاریخی کازرون تا سده نهم هجری، مانند فردوس‌المرشدیه و مفتاح‌الهدایه و شروط فارسی، همچنان از شهر کهنه یا بلدالعتیق سخن رفته و نشان می‌دهد تا سده نهم شهر کهنه نیز همچنان کاملاً از رونق نیفتاده بود و ساکنینی داشته‌است.
از سده چهارم تا دهم هجری، مرکزیت دو سلسله مهم «مرشدیه» و «بلیانیه»، با خانقاه‌ها و اماکن متبرکه پر رونق که در سراسر دنیای اسلام آن روزگار نمایندگان و شعباتی داشت، در کازرون قرار داشت. صدقات و نذورات بسیاری در این شهرگرد می‌آمد و برای غریبان و مسافران و نیازمندان و پرورش عالمان و هنرمندان صرف می‌شد. در پرتو این مرکزیت، علما، شعرا، هنرمندان، عارفان، محدثان و نویسندگان بسیاری پرورش یافتند.

## دوران معاصر
پس از وقوع جنگ جهانی اول و حمله انگلیسی‌ها به نیمروز ایران از جمله فارس و کازرون، ناصر دیوان کازرونی و یارانش به همراه سایر سرداران نیمروز چون صولت‌الدوله قشقایی به جنگ با انگلیسی‌ها پرداختند و پیروز شدند. کازرون در دوره پهلوی دارای شهرداری و فرمانداری مستقل شد و شهرستان ممسنی از آن جدا شد. همچنین با ایجاد محور شیراز-چنارشاهیجان-بوشهر، شهر کازرون در بن‌بست قرار گرفت.
در جریان پیروزی انقلاب اسلامی در بهمن ماه ۱۳۵۷ مردم کازرون نقش به سزایی ایفا کردند به گونه‌ای که این شهر در شمار یازده شهری بود که قبل از پیروزی انقلاب در آن حکومت نظامی بر قرار شد. مردم کازرون در جنگ تحمیلی نیز حضوری فعال داشتند و ۱۱۰۰ شهید در این راه تقدیم به ایران کردند. در دهه‌های بعد شهرستان کوه‌چنار نیز از کازرون جدا شد و کازرون در مخالفت با آن ناآرامی‌هایی را تجربه کرد. نیروگاه، شهرک صنعتی، دانشگاه‌ها و تنها بیمارستان شهر در این دوران بنیان گذاشته شدند.